# Tate配对
在數學中，Tate配對是針對 椭圆曲线 或 阿貝爾簇 的幾種雙線性配對之一，通常基於局部域或有限域。理論基礎由  Tate （1958, 1963） 引入，後由 Lichtenbaum (1969) 擴展的 Tate 二元配對。 Rück & Frey (1995) 將有限域上的 Tate 配對應用於密碼學。